# Liste libertärer Bibliotheken und Archive
Libertäre Bibliotheken und Archive, auch anarchistische Bibliotheken und Archive oder Anarchist Library genannt, bestehen seit etwa Mitte der 1950er Jahre und sind international vertreten. Diese Archive und Bibliotheken sind spezialisiert auf libertäre, das heißt anarchistische, anarchosyndikalistische, syndikalistische, anarchokommunistische und sozialistische Literatur, wo Stadt-, Gemeinde- und Staatsarchive oftmals nicht die notwendigen finanziellen Mittel und Räumlichkeiten haben für den Aufbau dieses internationalen, umfangreichen Bücher- und Zeitschriftenangebotes.

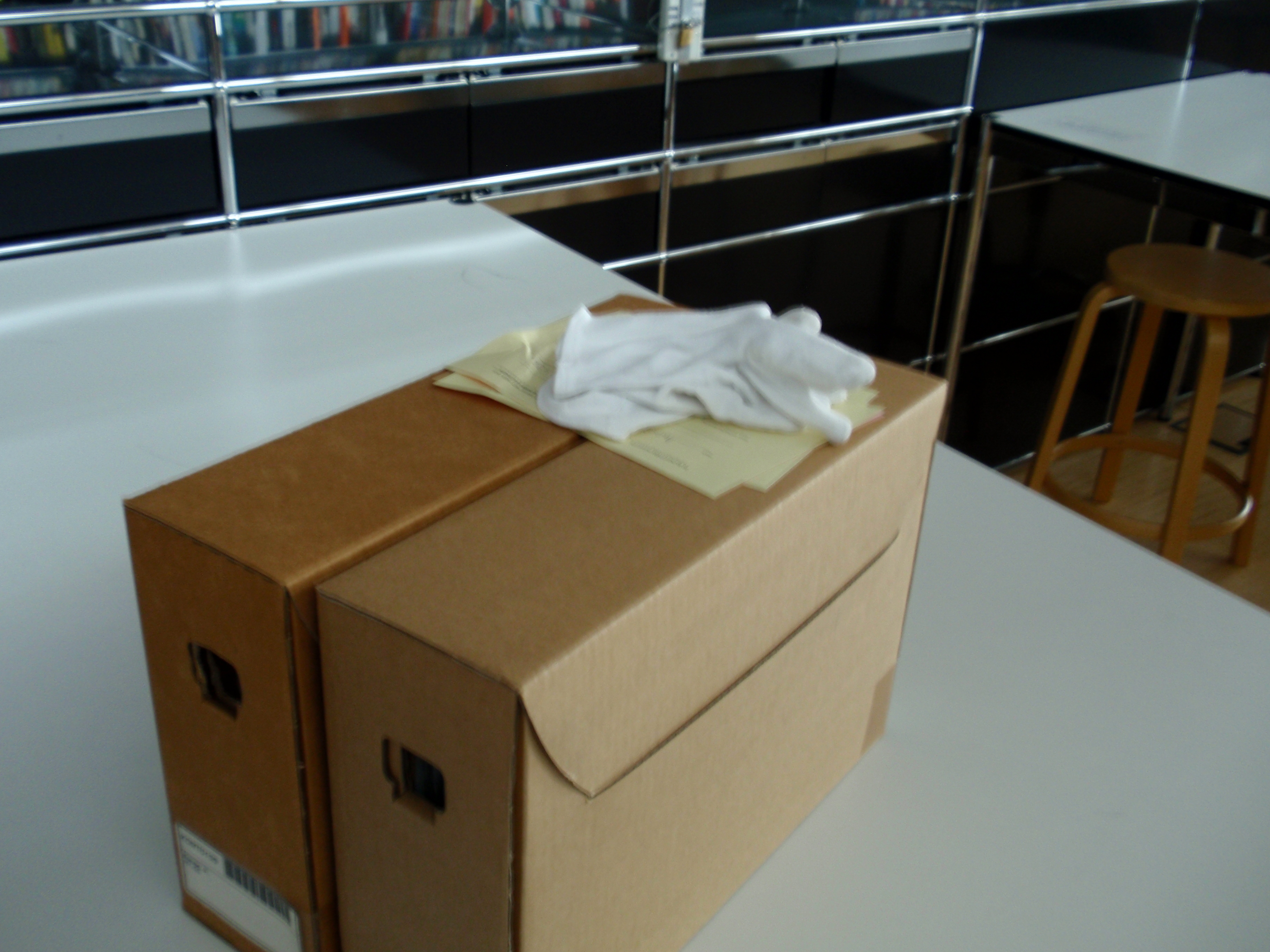
Archiv-Box

## Internationale Bibliotheken und Archive

### Argentinien
Bibliothek und Archiv Archivo y Documentación

### Belgien
Eine Bibliothek mit dem Namen Anarchistische Infothek in Gent mit mehr als 1500 Büchern und ein ausgebreitetes Angebot an internationalen Zeitschriften und Videos.
Anarchistische Bibliothek und Archiv Acrata in Brüssel

### Brasilien
Bibliothek Centros de Arquivos

### Deutschland

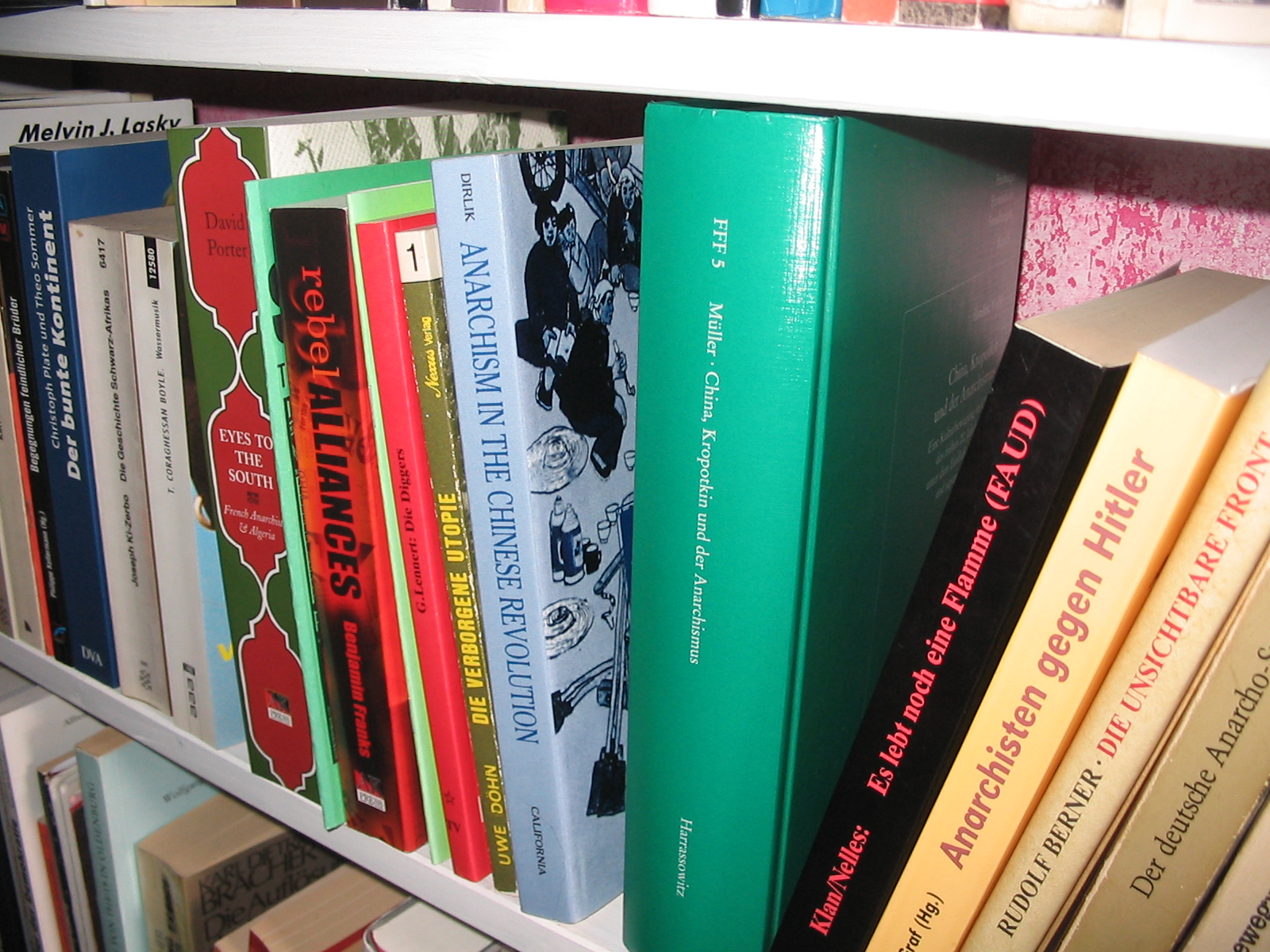
Anarchistische Literatur in der Gustav-Landauer-Bibliothek Witten

Die Bibliothek der Freien in Berlin existiert seit 1993 und sammelt libertäre Publikationen und Archivalien in allen Sprachen und aus allen Zeiten.
Kalabal!k ist eine weitere anarchistische Bibliothek in Berlin.
Die Libertäre Bibliothek im libertären Kultur- und Aktionszentrum „Schwarze Katze“ in Hamburg.
Archiv Karl Roche, Regionales Archiv zur Dokumentation des antiautoritären Sozialismus – RADAS Hamburg
Online–Datenbank des deutschsprachigen Anarchismus (DadA) mit Literaturdokumentation: Bibliographie von über 2.200 Titeln. Autoren- und Titelregister sowie Pressedokumentation: Ausführliche bibliographische und inhaltliche Beschreibung von 2.037 Periodika von 1798 bis zur Gegenwart. Schnelleinstieg: Titelregister.
TtE-Bücherei Köln. Bibliothek und Archiv linker sozialer Bewegungen in Köln.
archiv aktiv Hamburg. Das Archiv Aktiv versteht sich als Gedächtnis der Gewaltfreien Bewegung. Hier gibt es unter anderem Materialien aus dem Spektrum der Zeitschrift Graswurzelrevolution und der Friedensbewegung.
Die Gustav-Landauer-Bibliothek Witten besteht seit 2011 in Witten im dortigen Soziokulturellen Zentrum Trotz Allem.
Seit 2016 gibt es die Anarchistische Bibliothek Frevel in München.

### Finnland
Joensuun opiskelevat anarkistit (JOA)

### Frankreich
In Nantes Secrétariat Histoire et Archives (S.H.A) Le Centre de documentation anarchiste (CDA)
In Paris Bibliothèque anarchiste La Discordia

### Griechenland
Anarchist Library in Athen

### Großbritannien
In London die Kate Sharpley Library

### Italien
Bibliothek Franco Serantini in Pisa
Archiv archivio giuseppe pinelli, Centro Studi Libertari in Mailand
Archiv, Bibliothek Archivi, Biblioteche, Editori, Infoshops e Librerie in Italia e Svizzera italiana

### Kanada
Bibliotheque Dira in Montreal

### Kuba
ABRA – Centro Social y Biblioteca Libertaria ist ein autonomes Zentrum mit anarchistischer Bibliothek in Havanna/Kuba.

### Mexiko
La Biblioteca Social Reconstruir

### Nepal
Mit der Black Book Distro – Free Anarchist Library Nepal existiert seit 2024 eine kleine Open-Space-Bibliothek in Kathmandu.

### Niederlande
Die „Anarchistische Groep Amsterdam“ (Anarchistische Gruppe Amsterdam) unterhält auch eine Anarchistische Bibliothek.
Die Bibliothek des Internationalen Instituts für Sozialgeschichte (IISG, Amsterdam) hat weltweit die wichtigste Sammelstelle für anarchistische Dokumente und Literatur
Das Anarchistische Kollektiv Utrecht („Anarchistisch Kollektief Utrecht“) betreibt eine Bibliothek im Infoshop De Zwarte Kat in Utrecht
Spunk Library, The Anarchist Archive

### Österreich
Anarchistische Bibliothek | Archiv | Institut für Anarchismusforschung | Wien archiviert libertäre Literatur in allen Sprachen aus den letzten 110 Jahren.
Seite 2004 besteht die das Archiv der sozialen Bewegungen
Die Bibliothek von unten in Wien mit circa 4000 Büchern

### Polen
Anarchistische Bibliothek Poznańska Biblioteka Anarchistyczna in Poznań

### Portugal
Die Livraria Utopia und die Gato Vadio Livraria in Porto, die Letra Livre in Lissabon, und das Centro de Cultura Libertária (CCL) in Cacilhas (Almada).

### Schweden
Anarchistische Buchmesse in Stockholm (Anarkistiska bokmässan Sverige 2011)

### Schweiz
Bibliothek Centre International de Recherches sur l’Anarchisme (CIRA) mit rund 18.000 Büchern und Broschüren, 4000 Zeitschriftentiteln

### Spanien

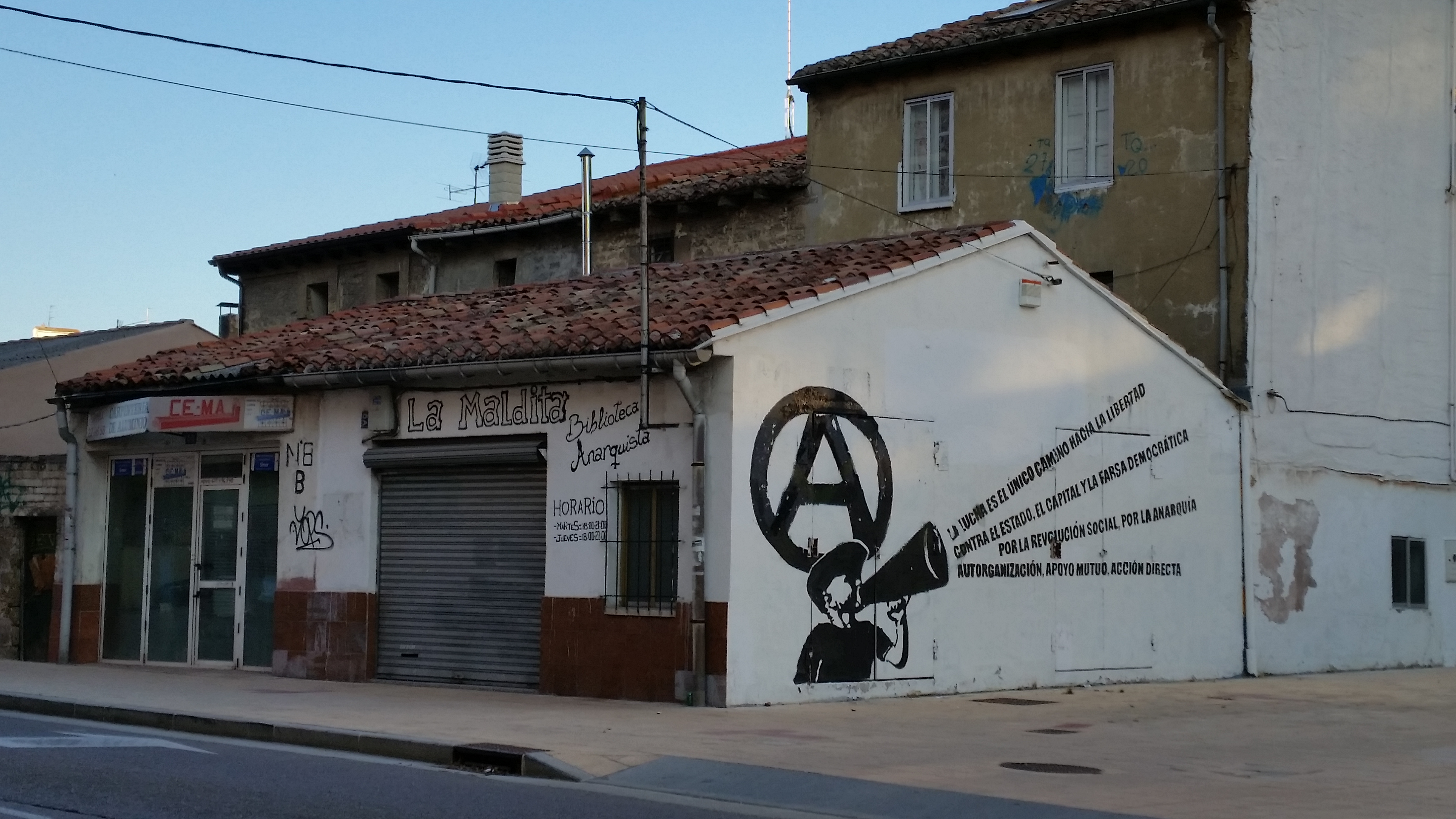
Bibliothek La Maldita in Burgos

In Barcelona: Fundació d 'Estudis Llibertaris i Anarcosindicalistes
Biblioteca Pública Arús (Barcelona). A century-old library with ca. 65.000 vols on Spanish anarchism, freemasonry etc. Overview of the collection.

### Ukraine
- Nestor Machno Archive[42]

### Vereinigte Staaten (USA)
Online Research Center on the History and Theorie of Anarchism
Research Guide to Anarchist Collections

### Weißrussland
Rebel Studies Library